# Monache mercedarie
Le mercedarie sono una congregazione monastica di diritto pontificio.

## Storia
È probabile che sin dai primi anni della loro storia i mercedari siano stati affiancati da donne dedite alla questua e all'assistenza agli schiavi appena liberati.
Già nel 1265 Bernardo da Corbara, priore della comunità mercedaria di Barcellona, aveva rivestito dell'abito dell'ordine Maria de Cervellòn e aveva accolto nelle sue mani la professione religiosa della donna, ma le prime notizie storiche documentate riguardanti un ramo femminile dell'ordine della Mercede risalgono al 1272: nelle costituzioni emanate quell'anno veniva regolamentata l'ammissione di consorelle all'ordine.
Nei primi secoli le mercedarie, pur emettendo voti solenni, non erano considerate monache e vivevano in beateri annessi ai conventi maschili: pur conducendo un'esistenza ritirata, la loro forma di vita non escludeva l'apostolato attivo.
Solo dopo il Concilio di Trento i beateri mercedari furono trasformati in monasteri di stretta clausura e le religiose in monache propriamente dette, che andarono a costituire il second'ordine mercedario.

## Attività e diffusione
Le monache mercedarie hanno abbandonato la stretta clausura e, compatibilmente con il loro genere di vita, si dedicano anche a opere apostoliche e di misericordia, specialmente all'insegnamento.
I monasteri di mercedarie sono presenti solo in Spagna.
Alla fine del 2011 le mercedarie claustrali erano 74 in 8 case.